# Хигаси-Китадзава
Станция Хигаси-Китадзава (яп. 東北沢駅 хигами китадзава эки) — железнодорожная станция на линии Одавара, расположенная в специальном районе Сэтагая, Токио. Станция была открыта 1-го апреля 1927 года. По состоянию на июнь 2011 года на станции проходят строительные работы по прокладке двух дополнительных путей. Работы планируют завершить к 2014 году, и платформы станции будут опущены под землю. На станции установлены автоматические платформенные ворота.

## Планировка станции
2 пути и 2 боковые платформы.
| 1 | ■ Линия Одавара | Симо-Китадзава ・ Матида ・ Хон-Ацуги ・ Одавара ・(Hakone Tozan Railway) Хаконэ-Юмото ・(Линия Эносима) Фудзисава ・ Катасэ-Эносима |
| 2 | ■ Линия Одавара | Синдзюку |

## Близлежащие станции
| «                                           |  | Линия         |  | »              |
| ------------------------------------------- |  | ------------- |  | -------------- |
| Ёёги-Уэхара                                 |  | Линия Одавара |  | Симо-Китадзава |
| Sectional Semi-Express: не останавливается  |  |               |  |                |
| Semi-Express: не останавливается            |  |               |  |                |
| Express: не останавливается                 |  |               |  |                |
| Tama Express: не останавливается            |  |               |  |                |
| Rapid Express: не останавливается           |  |               |  |                |
| Ltd. Exp. "Romance Car": не останавливается |  |               |  |                |